# Kostas Antetokounmpo
Kostas Ndubuisi Antetokounmpo (griechisch Κώστας Αντετοκούνμπο, * 20. November 1997 in Athen) ist ein griechischer Basketballspieler, der seit Juli 2025 für zwei Jahre bei Olympiakos Piräus unter Vertrag steht.

## Jugendjahre (1997–2018)
Kostas Antetokounmpo wurde als viertes von fünf Kindern der Familie Antetokounmpo 1997 in Athen geboren. Dort wuchs er zusammen mit dreien seiner Geschwistern im Athener Stadtteil Sepolia auf. Das Ehepaar Antetokounmpo war Anfang der 1990er Jahre aus Nigeria nach Griechenland immigriert, während ihr bis dahin einzig geborener Sohn Francis bei den Großeltern in Lagos verblieben war. Der in eher ärmlichen Verhältnissen aufgewachsene Antetokounmpo begann mit dem Basketballspielen beim Filathlitikos O.A. in Zografos, bei dem bereits seine beiden älteren Brüder Thanasis und Giannis spielten. Nachdem die Familie Antetokounmpo einige Jahre in Zografos gelebt hatte, zog sie im Sommer 2013, nachdem Giannis Antetokounmpo im NBA-Draft 2013 von den Milwaukee Bucks berücksichtigt wurde, in die Vereinigten Staaten. Dort besuchte Kostas die Dominican High School der Gemeinde Whitefish Bay im Milwaukee County.
College-Basketball spielte Antetokounmpo für zwei Jahre an der University of Dayton, bevor er sich im Sommer 2018 für den NBA-Draft anmelden ließ, bei der er an 60. Stelle von den Philadelphia 76ers ausgewählt und umgehend zu den Dallas Mavericks transferiert wurde. Sein Debüt für Dallas gab er bei der NBA Summer League in Las Vegas bei einem Spiel gegen die Phoenix Suns. Nach weiteren guten Eindrücken in der Summer League offerierten ihm die Texaner einen „Two-way contract“.

## Profikarriere

### Dallas Mavericks (2018–2019)
Wie vertraglich vorgesehen verbrachte Antetokounmpo seine Debütsaison vorwiegend bei Dallas’ „Farmteam“, den Texas Legends. Für das in der G-League spielende Team kam Antetokounmpo zu vierzig Einsätzen, während er in der NBA von den Mavericks lediglich in zwei Spielen berücksichtigt wurde. Im Sommer 2019 entschied dann das Management, für die anstehende Saison nicht weiter mit dem Griechen zu planen und setzten ihn auf die sogenannte „Waivers-Liste“.

### Los Angeles Lakers (2019–2021)
Die Toronto Raptors zeigten Interesse am jungen Forward, allerdings habe laut Regelwerk der NBA ein in der Vorsaison schlechter platziertes Team ein Vorrecht auf einen Spieler dieser Liste und kann diesen bei Bedarf mit dem alten Vertrag übernehmen. So wechselte Antetokounmpo zu den Los Angeles Lakers, bei denen sein Two-Way-Contract weitergeführt wurde und mit denen er die Meisterschaft gewann.

### LDLC ASVEL (2021–2022)
Nachdem er seinen Vertrag bei den Lakers erfüllt hatte, unterschrieb Kostas einen Zweijahresvertrag beim französischen Verein LDLC ASVEL.

### Chicago Bulls (2022)
Zur Saison 2022/23 kehrte Antetokounmpo vor Ablauf seines Vertrages in Frankreich wieder in die NBA zurück und schloss sich den Chicago Bulls an.

## Nationalmannschaft
Mit der griechischen U20-Auswahl nahm Antetokounmpo 2016 an der Junioren-Europameisterschaft (DIV. B) teil, bei der Griechenland das Turnier auf dem dritten Rang beenden konnte. Sein Debüt für den A-Kader gab er am 8. August 2019 bei einem Testspiel gegen den Iran, welches Griechenland mit 82:69 gewann.

## Erfolge und Auszeichnungen
- NBA-Champion: 2020
- EuroLeague: 2024
- Griechischer Meister: 2024

## Karriere-Statistiken

### NBA

#### Reguläre Saison
| Saison  | Team        | GP | GS | MPG | FG %  | 3P % | FT % | RPG | APG | SPG | BPG | PPG |
| ------- | ----------- | -- | -- | --- | ----- | ---- | ---- | --- | --- | --- | --- | --- |
| 2018–19 | Dallas      | 2  | 0  | 5.3 | .000  |      | .500 | 0.5 | 0.0 | 1.0 | 0.0 | 1.0 |
| 2019–20 | L.A. Lakers | 5  | 0  | 4.0 | 1.000 |      | .500 | 0.6 | 0.4 | 0.0 | 0.0 | 1.4 |
| Gesamt  | Gesamt      | 7  | 0  | 4.4 | .500  |      | .500 | 0.6 | 0.3 | 0.3 | 0.0 | 1.3 |